# Governador
Governador és el títol d'un funcionari polític o administratiu, responsable de la direcció dels estats, províncies o dependències.
En alguns dels estats o províncies que constituïxen països amb govern republicà, el cap de l'administració governamental rep el títol de Governador. Països federats com els EUA tenen un governador al capdavant de cadascun dels estats que els formen. També alguns països conformats en un estat unitari com Turquia tenen governadors en els seves províncies, i en aquest cas reben el nom de Valí, un títol d'origen islàmic.
Països federals com Estats Units té un governador al capdavant de cada un dels estats que la formen, com Mèxic, però també països conformats en un estat unitari com Xile i Turquia tenen governadors en els seves províncies.
De manera més àmplia el Governador és el cap del govern regional, i com a tal exerceix el poder executiu a nivell regional, assistit pel seu propi Gabinet o tren executiu.
El governador sol tenir nombroses funcions, depenent de l'ordenament jurídic concret del país que es tracti. Als països molt centralitzats les seves funcions poden ser més aviat escasses i subordinades al govern nacional, com el cas de l'Argentina, però en els països descentralitzats les seves funcions poden ser molt importants. Fins i tot als països amb un sistema federal radical i profund, el Governador pot tenir poders i atribucions reservades en altres països als governants nacionals. És el cas dels Estats Units on un Governador d'estat pot presentar projectes de llei en matèria de dret penal i dret civil, ja que li correspon a l'Assemblea Legislativa Regional legislar sobre aquestes matèries; també pot vetar o promulgar aquestes lleis, com també passa amb lleis en certs aspectes de dret laboral, bancari, d'assegurances, tributari. A més pot indultar els reus per delictes estatals, és Comandant en Cap de forces militars (Guàrdia Nacional), és responsable de la política fiscal amb relació a molts tributs, pot proposar a la Legislatura Estatal apujar el salari mínim, etc. Competències, atribucions i poders que en altres països (com la majoria dels països llatinoamericans) són exclusius del President de la República.
La figura del governador també pot correspondre a l'estructura orgànica de determinades organitzacions internacionals o dels bancs centrals estatals. És el cas del Fons Monetari Internacional (FMI) que té una organització formada per una Junta de Governadors, un Director Executiu i un director gerent amb el seu personal. La Junta de Governadors consta d'un governador, amb un governador suplent, nomenats per cada estat membre.

## Imperis antics

### Imperis preromans
Tot i que els romans van crear el marc legal i administratiu de províncies, administrat per cadascun per un governador, el terme governador ha estat un terme convenient per als historiadors per descriure sistemes similars en l'antiguitat. De fet, moltes regions de l'antiguitat preromana foren substituïdes finalment per governs provincials "normalitzats" després de la conquesta de Roma.

### Egipte
- En temps faraònics, els governadors de cadascuna de les diverses províncies dels regnes de l'Alt i del Baix Egipte (anomenats "nomes" pels grecs, i els noms dels quals sovint feien al·lusió a patrons locals de culte religiós) solen ser coneguts amb la paraula grega.

### Sàraps pre i hel·lenístics
- Mitjans de comunicació i la Pèrsia Aquemènida van introduir la satàpia, probablement inspirada en exemples assiris / babilònics
- Regnes diadoces d'Alexandre el Gran i igualment hel·lenístics, principalment selèucides (Síria major) i llaides ("ptolemies" a l'Egipte hel·lenístic)
- a Pèrsia posterior, de nou en dinasties iranianes:
- Parthia
- la dinastia sassànida es dispensà a l'oficina després de Shapur I (que encara en tenia 7), substituint-los per governants petits vassalls, coneguts com a shahdars

### A l'antiga Roma
Des de la creació de les primeres províncies romanes subjectes, cada any es designava un governador per administrar-ne. La funció principal d'un governador romà era com a magistrat o jutge, i la gestió de la fiscalitat i la despesa pública de la seva àrea.
Sota la República i l'Imperi primerenc, però, un governador també va comandar forces militars a la seva província. Els governadors republicans eren tots els homes que havien servit en magistratures majors (el consolat o la praoratòria) a Roma l'any anterior, i portaven títols relacionats com a governador (procònsol o propietor). El primer emperador, Octavianus August (que va adquirir o establir diversos territoris; oficialment el seu estil era republicà: l'estat de Princeps), va dividir les províncies en dues categories; els governs tradicionals de prestigi van romandre com fins ara (en les que s'han conegut com a províncies "senatorials"), mentre que en d'altres, va conservar el governament formal, delegant la tasca d'administració als nominats (normalment amb el títol legatus Augusti).. El legatus de vegades designaria un prefecte (més endavant procurador), generalment home de rang eqüestre, per exercir de diputat en una subregió de la província més gran: l'infame personatge de Ponci Pilat als evangelis cristians era un governador d'aquesta mena.
Un cas especial va ser Egipte, un ric domini 'privat' i graner vital, on l'emperador gairebé va heretar l'estatus teocràtic d'un faraó. L'emperador era representat allà per un governador sui generis estil praefectus augustalis, un títol que evocava el culte religiós de l'emperador.
Els emperadors Dioclecià (vegeu la tetrarquia) i Constantí als segles iii i iv dC van dur a terme una reorganització de l'administració arrel i branca amb dues característiques principals:
Les províncies es van dividir i es van fer molt més nombroses (la mateixa Itàlia, abans de la "pàtria colonitzadora", va ser introduïda al sistema per primera vegada); després es van agrupar en diòcesis, i les diòcesis al seu torn en quatre prefectures pretorianes (originalment cadascuna amb un coemperador resident);
Les responsabilitats militars es van treure als governadors i es van donar a nous oficials anomenats come rei militaris (el títol comital també es va atorgar a molts càrrecs administratius de cort i civils) o dux, més tard també magister militum.
Els prestigiosos governaments d'Àfrica i Àsia van quedar amb el títol de procònsol i el dret especial de remetre els assumptes directament a l'emperador; el praefectus augustalis d'Alexandria i el venut Orientis a Antioquia també van conservar títols especials. Altrament, els governadors de províncies tenien diversos títols, alguns coneguts com a consularis, alguns com a corrector, mentre que d'altres com a preses. A part d'Egipte i l'Orient (Oriens, és a dir la major Síria), cada diòcesi era dirigida per un governador conegut com a vicari. Les prefectures eren dirigides per praefecti praetorio (molt transformat en les seves funcions des del seu paper a l'Imperi primerenc).

### Imperi Romà d'Orient
Aquest sistema va sobreviure amb pocs canvis significatius fins al col·lapse de l'imperi a Occident, i a l'Orient, el desglossament de l'ordre amb les invasions perses i àrabs del segle vii. En aquesta etapa, va sorgir un nou tipus de governant, els estrategs. Va ser un paper que va dirigir els temes que van substituir les províncies en aquest moment, i va suposar un retorn a l'amalgama de l'ofici civil i militar que havia estat la pràctica de la República i l'Imperi inicial.

### Llegat
Mentre que l'administració romana a Occident va ser destruïda en gran manera en les invasions bàrbares, es va recordar el seu model; aquest model va esdevenir molt influent a través de dos vehicles particulars: el dret romà i l'Església cristiana.

## Món contemporani

### Estats Units d'Amèrica
El poder de governador varia d'un estat a un altre d'acord amb les constitucions, la legislació i la tradició estatals. Com a gestors estatals, els governadors són responsables d'implementar les lleis estatals i de supervisar el funcionament del poder executiu estatal, pressupostos i propostes legislatives. Com a caps de l'estat, els governadors serveixen d'enllaç intergovernamental amb el govern federal en nom de l'estat.
Porten a terme les seves responsabilitats amb el suport i l'assistència dels caps de departament i agències. La majoria dels governadors tenen una àmplia autoritat per nomenar funcionaris per ocupar càrrecs de la branca executiva estatal, alguns dels quals s'inclouran en el comitè assessor del governador, conegut com el "gabinet" (en anglès “cabinet”. Els governadors també poden estar facultats per fer nomenaments als magistrats estatals, en la majoria dels casos a partir d'una llista de noms presentada per un comitè de nominacions.
Cada estat nord-americà tria el seu governador, el cap de l'executiu de l'estat, mitjançant eleccions populars. A principis del segle xx, la majoria dels governadors tenien mandats de dos anys. Actualment, només els governadors de New Hampshire i Vermont compleixen mandats de dos anys; la resta tenen mandats de quatre anys.

### Canadà
El Canadà és una monarquia constitucional, els deures del governador general són principalment cerimonials. El Canadà té un governador general (Governor General, Gouverneur(e) général(e)), que és el representant i exerceix els poders i les responsabilitats del Cap de l'Estat, el rei Carles III.
El governador general té una sèrie de responsabilitats, entre les quals, una de les més importants és garantir que el Canadà sempre tingui un primer ministre i un govern que tingui la confiança del Parlament.
El 1947, les cartes patents signades pel rei Jordi VI van redefinir els poders del governador general. El governador general també és el comandant en cap del Canadà i representa el Canadà en cerimònies i esdeveniments interns i internacionals.
La figura de governador general del Canadà es remunta a l'època colonial, quan Gran Bretanya nomenava homes coneguts com a governadors generals per dirigir els governs de les seves colònies. A principis del segle xx, els governadors generals sovint eren consellers propers del primer ministre canadenc i un portaveu dels interessos britànics al Canadà. A mesura que van passar les dècades, aquest paper polític menor es va esvair i els governadors generals es van convertir en personatges simbòlics. Després de la Segona Guerra Mundial, amb una independència política pràcticament completa de Gran Bretanya es va acabar amb la pràctica dels governadors generals britànics i des de llavors el primer ministre, de vegades amb l'assessorament d'un grup d'experts, nomena ciutadans canadencs per aquesta figura.

### India
L'India és un estat nominalment federal. El sistema de govern dels estats s'assembla molt al de la Unió. L'executiu estatal està format pel governador i el Consell de Ministres amb el ministre en cap com a principal ajudant i assessorament del governador en l'exercici de les seves funcions, excepte en les que determina la Constitució. El governador d'un estat, elegible només entre els ciutadans indis majors de 35 anys, exerceix el poder executiu i és nomenat pel president per un mandat de cinc anys. Els governadors, compleixen funcions constitucionals com el nomenament del primer ministre d'un Estat o l'enviament d'un informe al president sobre afers constitucionals en un estat o en qüestions relacionades amb l'assentiment a un projecte de llei aprovat per la legislatura, exerceixen el seu propi criteri.